# Eight Below
Eight Below is een Amerikaanse avonturenfilm uit 2006, geregisseerd door Frank Marshall. De film werd geproduceerd door Walt Disney Pictures en Mandeville Films en is gebaseerd op de film Antarctica uit 1983 van Toshirô Ishidô, Koreyoshi Kurahara, Tatsuo Nogami en Susumu Saji, waarvan het verhaal is geïnspireerd op de noodlottige Japanse expeditie van 1958 naar Antarctica (Showa Station). Eight Below past de gebeurtenissen van het incident uit 1958 aan en verplaatste het naar het jaar 1993. De film speelt zich af op Antarctica, maar werd gefilmd in Spitsbergen, Groenland en Brits-Columbia.

## Verhaal
Drie leden van een wetenschappelijke expeditie, Jerry Shepard, zijn beste vriend Cooper en een vastberaden Amerikaanse geoloog worden gedwongen hun geliefde meute sledehonden achter te laten als gevolg van een plotseling ongeval en onstabiele weersomstandigheden in het hart van de Antarctica. Tijdens de strenge winter moeten de acht honden vechten om te overleven, meer dan zes maanden alleen in de uitgestrekte ijsvlakten.

## Rolverdeling
| Acteur                    | Personage          |
| ------------------------- | ------------------ |
| Paul Walker               | Jerry Shepard      |
| Bruce Greenwood           | Dr. Davis McClaren |
| Moon Bloodgood            | Katie              |
| Jason Biggs               | Charlie Cooper     |
| Wendy Crewson             | Eve McClaren       |
| Gerard Plunkett           | Dr. Andy Harrison  |
| August Schellenberg       | Mindo              |
| Belinda Metz              | Dr. Rosemary Paris |
| Connor Christopher Levins | Eric McClaren      |
| Duncan Fraser             | Kapitein Lovett    |
| Michael David Simms       | Armin Butler       |
| Malcolm Stewart           | Charles Buffett    |
| Koda en Jasmin            | Maya               |
| D.J. en Timba             | Max                |
| Noble en Troika           | Shadow             |
| Flapjack en Dino          | Buck               |
| Sitka en Chase            | Truman             |
| Floyd en Ryan             | Dewey              |
| Jasper en Lightning       | Shorty             |
| Apache en Buck            | Old Jack           |

## Achtergrond
Voor de opnames werden er bij elke hond minstens één stuntdubbel-hond gebruikt. In totaal werden meer dan 30 honden gebruikt in deze film, waarvan er minstens 5 ook verschenen in de film Snow Dogs uit 2002. De opnames van de second unit in Groenland werd door de bemanningsleden de "Amundsen-expeditie" genoemd. Dit was een verwijzing naar Mitchell Amundsen, de director of photography van de second unit en naar Roald Amundsen, de eerste man die de Zuidpool bereikte.

## Prijzen en nominaties
| Jaar | Prijs                                  | Categorie            | Genomineerde(n)      | Uitslag     |
| ---- | -------------------------------------- | -------------------- | -------------------- | ----------- |
| 2006 | Satellite Awards                       | Beste jeugd-dvd      | Beste jeugd-dvd      | Genomineerd |
| 2007 | ASCAP Film and Television Music Awards | Top Box Office Films | Mark Isham           | Gewonnen    |
| 2007 | Genesis Awards                         | Beste familiefilm    | Walt Disney Pictures | Genomineerd |